# خوسه پیلار ریس
خوسه پیلار ریس (اسپانیایی: José Pilar Reyes‎؛ زادهٔ ۱۲ اکتبر ۱۹۵۵) بازیکن فوتبال اهل مکزیک بود.
از باشگاه‌هایی که در آن بازی کرده‌است می‌توان به باشگاه فوتبال مونتری و باشگاه فوتبال تیگرس اونال اشاره کرد.
وی همچنین در تیم ملی فوتبال مکزیک بازی کرده‌است.